# 大月氏
大月氏，又稱大月氏，存在於公元前一世紀的古代國家。源自月氏，起源于先秦时期甘肃西部和新疆东部（敦煌、祁連間）的一个部落。西汉时期，為匈奴所迫，北遷至現今的伊犁河流域一帶，其後又西遷至中亞的阿姆河北邊，並使南邊的大夏國臣服，隨後發展為貴霜帝國。

## 名稱
在古漢文中，月氏的月有兩個傳統讀法，一認為，應為肉部首讀肉，另一認為應讀為月亮的月。
佛教《伅真陀羅所問如來三昧經》中的伅真陀羅王，梵文為，為月亮（Chandra）支持（dhãra）之意，即漢文的月支。由經文中的地名，可知這部經典在健陀羅所寫成。學者古正美因此認為，月支或月氏為漢文意譯，其名稱來自月氏人的月亮信仰，伅真陀羅王即月支王，為貴霜王朝的丘就卻。。
古正美認為，月氏即大月氏，因其帝國勢力強大，因此被漢朝冠上大字，稱為大月氏。

## 歷史
在冒頓單于時代，匈奴帝國擴張勢力，月氏多次遭擊敗，開始向西發展。
前162年，月氏再度被匈奴攻擊。冒頓單于的兒子老上單于殺掉月氏國王，並把國王的首級割下帶返匈奴，把他的頭蓋骨作杯來使用。月氏人立王后为王，往西遷，來到粟特。在這裡，大月氏征服了大夏，並在當地立國，被稱為大月氏。立國後，因著貿易中轉而變得繁榮。
公元前138年，漢武帝了解到月氏王被老上單于砍头這個消息就立即傳詣召募能出使月氏的人，因為出使月氏必須經過匈奴。張騫前來應募，他帶了一百多人向西而去。出了隴西，果遇匈奴騎兵，張騫一行人全被活捉帶到了單于面前。單于得知張騫要出使月氏後惱怒地說：「月氏在我西邊，你們漢朝想遣使從我頭上過？我想出使南越國，漢天子答應嗎？」於是單于將張騫扣留在匈奴十年，逼他娶妻生子，希望消磨他的意志，但是張騫始終記得他的使命。
終於有一日，張騫趁著匈奴监督看守不嚴的情況下逃走，翻山越嶺，向西走了幾十日，來到了大宛，大宛國王聽說了他的遭遇和西汉的豐美富庶，非常高興，很想和漢朝通好，就派嚮導領導張騫到康居，再轉程到大月氏。可是此時的大月氏國已經新立了國王，使大夏國臣服，并且占据了一塊水草肥美的土地，过着无忧无虑的游牧生活，已經不再有向匈奴報仇的意念。而且，大月氏考慮到漢朝與他們距離太遠，難以幫助他們。張騫在大月氏停留了一年，始終不能夠達成使命，最終回朝。
大月氏相傳是把佛教帶入中國的国家。當時是西元前2年，有大月氏國王的使者伊存，把浮屠经等口述經典傳入于阗。不過，亦有人指這種說法比較草率。
公元前140年，大月氏人南下到大夏，分為五個部落，每個部落有一個酋長，稱為翕侯，公元一世紀初，五翕侯中的貴霜翕侯丘就卻（約公元16—65年）打败其他翕侯，統一五部落，建立起貴霜王朝。

## 延伸阅读
[在维基数据编辑]
 《史記/卷123》，出自司馬遷《史記》
 《後漢書·卷88》，出自范晔《後漢書》
 《魏書·卷102》，出自魏收《魏书》
 《北史·卷097》，出自李延壽《北史》